# UCC 다바다
UCC 다바다는 '고독한 프로그래머'라는 네티즌이 제작한 동영상 다운로드 프로그램으로 FLV 형식인 동영상 파일을 업로드된 웹사이트에서 다운로드할 수 있도록 도와주고, 원할 경우 FLV 파일을 AVI로  컨버팅까지 도와주는 소프트웨어다.
UCC 다바다는 웹 페이지 표시를 위해 인터넷 익스플로러를 이용하며, 표시되는 페이지 바로 위에는 다음, 프리챌의 큐, 앤유, 태그스토리, 아우라, 싸이월드, UCCC, 마이스페이스(MySpace), 유튜브, 주소 직접 입력 등의 탭들이 정렬되어 있다. 어떤 탭을 클릭하면 해당 웹사이트로 바로 이동한다.
UCC 다바다를 이용해 파일을 다운로드하려면 타이틀과 URL이 필요하다. 웹사이트에서 어떤 동영상이 포함된 웹 페이지를 보고 있다면, UCC 다바다는 FLV 파일의 URL와 타이틀을 자동으로 인지하여 채워넣게 된다. '추가' 버튼을 누르면 자동으로 다운로드 및 컨버팅 과정이 시작된다.
'환경 설정'에서 다운로드할 파일과 컨버팅될 AVI 파일의 화질 설정을 정할 수 있으며(이 때 MP3 플레이어 및 PMP에 동영상을 바로 넣을 사용자를 위해 프리셋이 맞춰져 있다), v1.1.5.1부터는 다운로드 완료시 컴퓨터를 종료하도록 명령할 수 있다.
v1.3.0.1부터는 임시 인터넷 폴더에서 찾기 기능을 추가해 웹 상에서 flv 파일을 바로 검색할 수 없는 일부 사이트들의 파일을 보다 쉽게 찾아낼 수 있도록 했다.